# 이옥섭
이옥섭(1987년 5월 29일 ~ )은 대한민국의 영화 감독이다.
서울예술대학 영화과를 거쳐 한국영화아카데미를 졸업했다. 구교환 감독과 《연애 다큐》, 《왜 독립영화 감독들은 DVD를 주지 않는가?》(2013), 《4학년 보경이》, 《방과 후 티타임 리턴즈》(2015), 《메기》까지 공동작업했다.

## 연출 작품 목록

### 영화

#### 단편
| 연도 | 제목                      | 역할   | 역할   | 비고                                                  |
| 연도 | 제목                      | 감독   | 각본   | 비고                                                  |
| ---- | ------------------------- | ------ | ------ | ----------------------------------------------------- |
| 2012 | 《라즈 온 에어》          | 예     | 아니요 |                                                       |
| 2014 | 《4학년 보경이》          | 예     | 예     |                                                       |
| 2015 | 《플라이 투 더 스카이》   | 예     | 예     | 구교환과 공동 감독                                    |
| 2015 | 《연애다큐》              | 예     | 아니요 | 구교환과 공동 감독; 옴니버스 영화 《오늘영화》에 수록 |
| 2015 | 《방과 후 티타임 리턴즈》 | 아니요 | 예     |                                                       |
| 2017 | 《걸스 온 탑》            | 예     | 예     | 구교환과 공동 감독 · 각본                             |
| 2018 | 《세 마리》               | 예     | 아니요 |                                                       |

#### 장편
| 연도 | 제목     | 역할 | 역할 | 비고           |
| 연도 | 제목     | 감독 | 각본 | 비고           |
| ---- | -------- | ---- | ---- | -------------- |
| 2018 | 《메기》 | 예   | 예   | 장편 데뷔 영화 |

## 수상
| 연도 | 상                            | 부문            | 작품                    | 결과 | 참고  |
| ---- | ----------------------------- | --------------- | ----------------------- | ---- | ----- |
| 2014 | 제40회 서울독립영화제         | 관객상          | 《4학년 보경이》        | 수상 |       |
| 2016 | 제14회 아시아나국제단편영화제 | 대상(국내경쟁)  | 《플라이 투 더 스카이》 | 수상 |       |
| 2017 | 제19회 정동진독립영화제       | 땡그랑동전상    | 《걸스 온 탑》          | 수상 |       |
| 2018 | 제23회 부산국제영화제         | 시민평론가상    | 《메기》                | 수상 | [ 2 ] |
| 2018 | 제23회 부산국제영화제         | CGV아트하우스상 | 《메기》                | 수상 | [ 2 ] |
| 2018 | 제23회 부산국제영화제         | KBS독립영화상   | 《메기》                | 수상 | [ 2 ] |
| 2018 | 제44회 서울독립영화제         | 관객상          | 《메기》                | 수상 |       |
| 2019 | 제48회 로테르담 국제 영화제   | 밝은 미래 경쟁  | 《메기》                | 후보 | [ 3 ] |
| 2019 | 제14회 오사카 아시안 영화제   | 작품상          | 《메기》                | 수상 | [ 4 ] |
| 2019 | 제7회 무주산골영화제          | 한국장편경쟁    | 《메기》                | 후보 | [ 5 ] |
| 2019 | 제40회 청룡영화상             | 신인감독상      | 《메기》                | 후보 |       |
| 2020 | 제7회 들꽃영화상              | 극영화 감독상   | 《메기》                | 수상 |       |
| 2020 | 제7회 들꽃영화상              | 대상            | 《메기》                | 후보 |       |
| 2020 | 제25회 춘사영화제             | 신인감독상      | 《메기》                | 후보 |       |
| 2020 | 제29회 부일영화상             | 신인감독상      | 《메기》                | 후보 |       |